# 托馬斯敦 (密西西比州)
托馬斯敦（英語：Thomastown）是位於美國密西西比州利克縣的非建制地區。

## 歷史
托馬斯敦的郵局自1933年營運至今。此地於1900年時有54人。

## 地理
托馬斯敦所處的海拔為高於海平面125米（即410英呎），而該地所採用的時區為UTC-6，即北美中部時區（CST）。同時該地設有夏令時間，為UTC-6調快一小時，即UTC-5（CDT）。